# Cornel Paraniac
Cornel Paraniac (n. 29 iunie 1950, orașul Comarnic, județul Prahova – d. 5 octombrie 2008, Sinaia) a fost un general român, care a îndeplinit funcția de comandant al Comandamentului 2 Operațional Întrunit "Mareșal Alexandru Averescu" (2001-2004, a fost ultimul comandant al Armatei 1 și Reprezentant Militar al României la NATO și Uniunea Europeana.

## Biografie
Cornel Paraniac s-a născut la data de 29 iunie 1950, în orașul Comarnic (județul Prahova). După absolvirea, în anul 1969 (ca șef de promoție), a Liceului Militar „Dimitrie Cantemir” din Breaza, a urmat cursurile Școlii Militare de Ofițeri Activi de Artilerie din Sibiu, fiind avansat la gradul de locotenent la 23 august 1972. A absolvit apoi ca șef de promoție Academia Militară, obținând ulterior titlul academic de doctor în științe militare.
La repartiție, a ales garnizoana Ploiești, la Centrul de Pregătire al cadrelor din artilerie, iar după absolvirea Academiei Mlitare, garnizoana Brăila, unde a activat nouă ani, inițial în calitate de comandant de divizion, șef de stat major de regiment și apoi comandant. A urcat rapid în ierarhia militară, fiind numit succesiv: șeful operațiilor, șef de stat major la Inspectoratul General al Artileriei, comandant al Brigăzii 8 Artilerie Mixtă (9 ianuarie 1990 - 23 ianuarie 1991), șef al Artileriei Trupelor de Uscat și locțiitor al șefului de stat major al Forțelor Terestre pentru pregătire de luptă și învățământ.
În decursul celor 41 de ani de carieră militară,  fost înaintat la gradele de general-maior (cu o stea) la 28 noiembrie 1994  și general de divizie (cu 2 stele) la 26 noiembrie 1998 .
La data de 1 mai 1997, generalul Cornel Paraniac a fost numit în funcția de comandant al Armatei 1 din București, apoi de la 1 august 2000, după ce Comandamentul Armatei 1 s-a transformat în Comandamentul Corpului 1 Armată Teritorial, a rămas la conducerea acestuia.
În perioada 15 ianuarie 2001 - 1 decembrie 2004, generalul-maior (cu 2 stele) dr. Cornel Paraniac a îndeplinit funcția de comandant al Comandamentului 2 Operațional Întrunit "Mareșal Alexandru Averescu" (noua denumire a Armatei a II-a), din Buzău. A fost înaintat la gradul de general-locotenent (cu 3 stele) la 15 octombrie 2004 .
La data de 1 decembrie 2004, generalul Paraniac a fost numit în funcția de Reprezentant militar la NATO și UE și șef al Reprezentanței Militare a României la NATO și UE (Bruxelles, Belgia), îndeplinind această misiune până la 12 decembrie 2007 când este rechemat în țară. A fost trecut în rezervă la data de 29 iunie 2008 , după 41 ani de carieră militară.
Generalul Paraniac este autor a diferite studii de specialitate și coautor al cărții editate cu ocazia aniversării a 150 de ani de la înființarea Artileriei Române Moderne. Este autor al cărții ”Parteneriatul Strategic dintre România și SUA”, publicată în 2002. A fost decorat cu numeroase ordine și medalii.
Duminică, 5 octombrie 2008, în urma vizitei la casa părintească din Comarnic, de care s-a simțit legat o viață întreagă, i s-a făcut dintr-odată rău și a suferit un infarct. A încetat din viață în seara aceleiași zile, în jurul orei 22, ultima suflare dându-și-o în apropierea locurilor natale, la spitalul din Sinaia, unde cu tot efortul depus de medicii de la ambulanță și de la spital nu s-a mai putut face nimic pentru salvarea sa .